# 拉圖什 (揚皮爾區)
48°20′30″N 28°27′26″E / 48.34167°N 28.45722°E
拉圖什（烏克蘭語：Ратуш）是位於烏克蘭西南部文尼察州裏莫希利夫-波季利斯基區的村莊，處於亞蘭卡河畔，始建於1600年，面積2.57平方公里，海拔高度163米，2001年人口730。